# Ozero Berezje
Ozero Berezje (ryska: Озеро Береже) är en sjö i Belarus.   Den ligger i voblasten Vitsebsks voblast, i den norra delen av landet, 200 km norr om huvudstaden Minsk. Ozero Berezje ligger 130 meter över havet. Arean är 1,9 kvadratkilometer. Den ligger vid sjön Dryvjaty. Den sträcker sig 1,7 kilometer i nord-sydlig riktning, och 1,9 kilometer i öst-västlig riktning.
Runt Ozero Berezje är det glesbefolkat, med 16 invånare per kvadratkilometer.